# 阿勞卡里亞斯國家公園

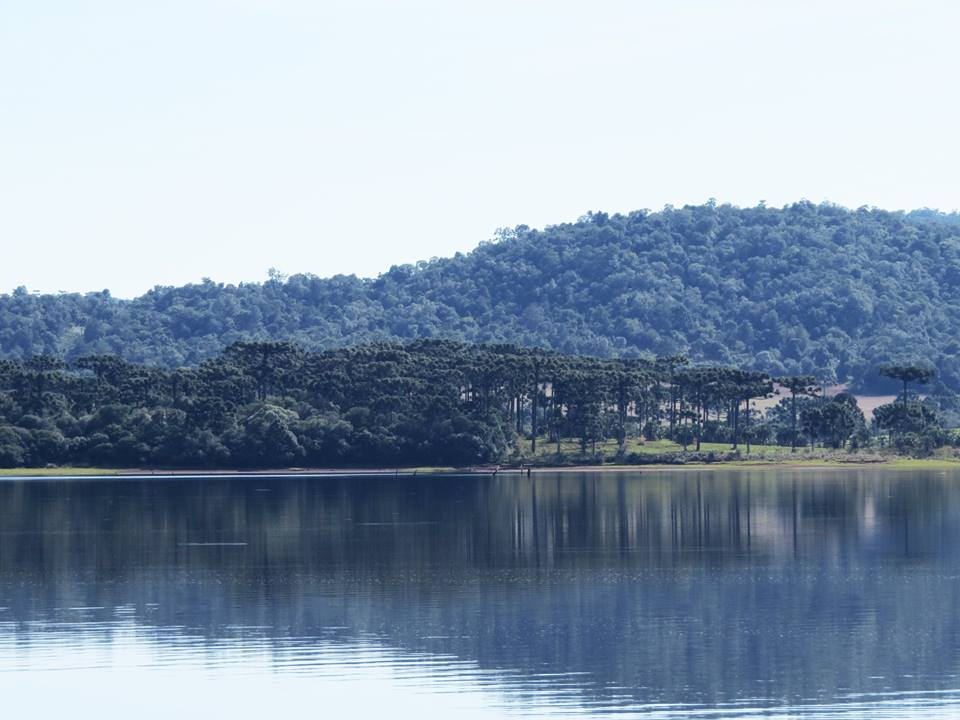

26°45′53″S 51°58′03″W / 26.76472°S 51.96750°W
阿勞卡里亞斯國家公園（葡萄牙語：Parque Nacional das Araucárias），是巴西的國家公園，位於該國南部聖卡塔琳娜州，成立於2005年10月19日，佔地1.3萬公頃，覆蓋帕蘇斯-馬亞和蓬蒂塞拉達地區。